# Abbaye de Lantouy
Pour les articles homonymes, voir Lantouy.
L’abbaye de Lantouy ou de Saint-Namphaise est une ancienne abbaye en ruine, située à Saint-Jean-de-Laur, dans le département du Lot.

## Situation
Les vestiges de l'abbaye de Lantouy occupent le versant méridional d'un promontoire rocheux surplombant un large méandre du Lot sur lequel s'étend le plateau de Gayfié. Ces vestiges dominent le gouffre de Lantouy, situé en aval de la vallée sèche de l'Oule, et qui constitue l'exutoire de l'un des plus importants systèmes karstiques du causse de Limogne. Il donne naissance au Lantouy, ruisseau qui se jette 2 km plus loin dans le Lot, et qui matérialise la limite entre les départements du Lot et de l'Aveyron.

## Histoire
Les fouilles archéologiques menées depuis le XIXe siècle montrent une occupation depuis l'époque romaine, plus particulièrement aux abords du gouffre.
L'éminence rocheuse de Gayfié couvre une emprise de 12 hectares environ, barrée par une épaisse muraille qui pourrait définir la limite d'un ancien oppidum. On a retrouvé dans cette emprise plusieurs cuves de sarcophages en grès des XIe-XIIe siècles, qui semblent indiquer la présence d'une ancienne nécropole médiévale.
Dès 961 on trouve une mention de l'alleu de Lantouy et de son église dans le testament du comte Raymond II de Rouergue. Au XIIIe siècle, Lantouy est propriété des seigneurs de Gourdon et de Balaguier.
D'après L. d'Alauzier, le site de Lantouy a certainement accueilli un prieuré conventuel bénédictin, fondé au
cours du XIe siècle par l'évêque de Cahors à l'emplacement d'une église paroissiale qui existait déjà au milieu du Xe siècle. Non pérennisée, cette fondation monastique aurait été rapidement abandonnée durant le XIIe siècle. L'église, dont le patronage serait revenu à l'évêque, aurait toutefois poursuivi son service paroissial, unie à celles de Salvagnac et Sainte-Girbelle, avant d'être définitivement désaffectée au cours de la première moitié du XIVe siècle.
La légende attribue la fondation du monastère à saint Namphaise, compagnon de Charlemagne. De même, la destruction du monastère fait l'objet de plusieurs légendes, dont la plus fréquente évoque le crime perpétré par des religieuses sur l'enfant d'une de leurs lavandières. Ayant fait manger à l'insu de la mère le corps de son bébé, celle-ci aurait invoqué la vengeance divine : la foudre se serait alors abattue sur les murs de l'église précipitant les cloches au fond du gouffre. À peu près toutes les versions s'accordent pour placer cet événement à la Saint-Jean ; certaines parlent même de l'année 1211.
L'abbaye attirait un pèlerinage local lors des sécheresses. Ce pèlerinage fut aboli par l'autorité religieuse en 1860 sous le prétexte d'une prétendue pluie mêlée de sang.

## Description
Bien que très ruinés, les vestiges du monastère permettent d'identifier une église de grande ampleur. Son plan présente une nef basilicale, un transept et un chevet à trois absides, permet d'etayer l'hypothèse d'un édifice de fondation monastique. Ce plan correspond aux grands édifices monastiques fondés en Quercy à partir du troisième quart du XIe siècle, datation qui est supportée également par le caractère préroman de certaines ouvertures.
À proximité se trouvent les vestiges de cinq bâtiments, dont certains présentent des angles arrondis qui pourraient les dater des Xe-XIe siècles.
L'ensemble des vestiges ont été inscrits au titre des monuments historiques par arrêté du 19 novembre 2009.